# جيم أديسون
جيم أديسون (بالإنجليزية: Jim Addison)‏ هو لاعب كرة قدم أسترالية أسترالي، ولد في 1884 في Albert Park, Victoria ‏ في أستراليا، وتوفي في 2 مايو 1957 في كيو ‏ في أستراليا.

## وصلات خارجية
- جيم أديسون على موقع AustralianFootball.com (الإنجليزية)
- جيم أديسون على موقع AFLtables.com (الإنجليزية)